# Plataforma central

Un ejemplo de una plataforma central.

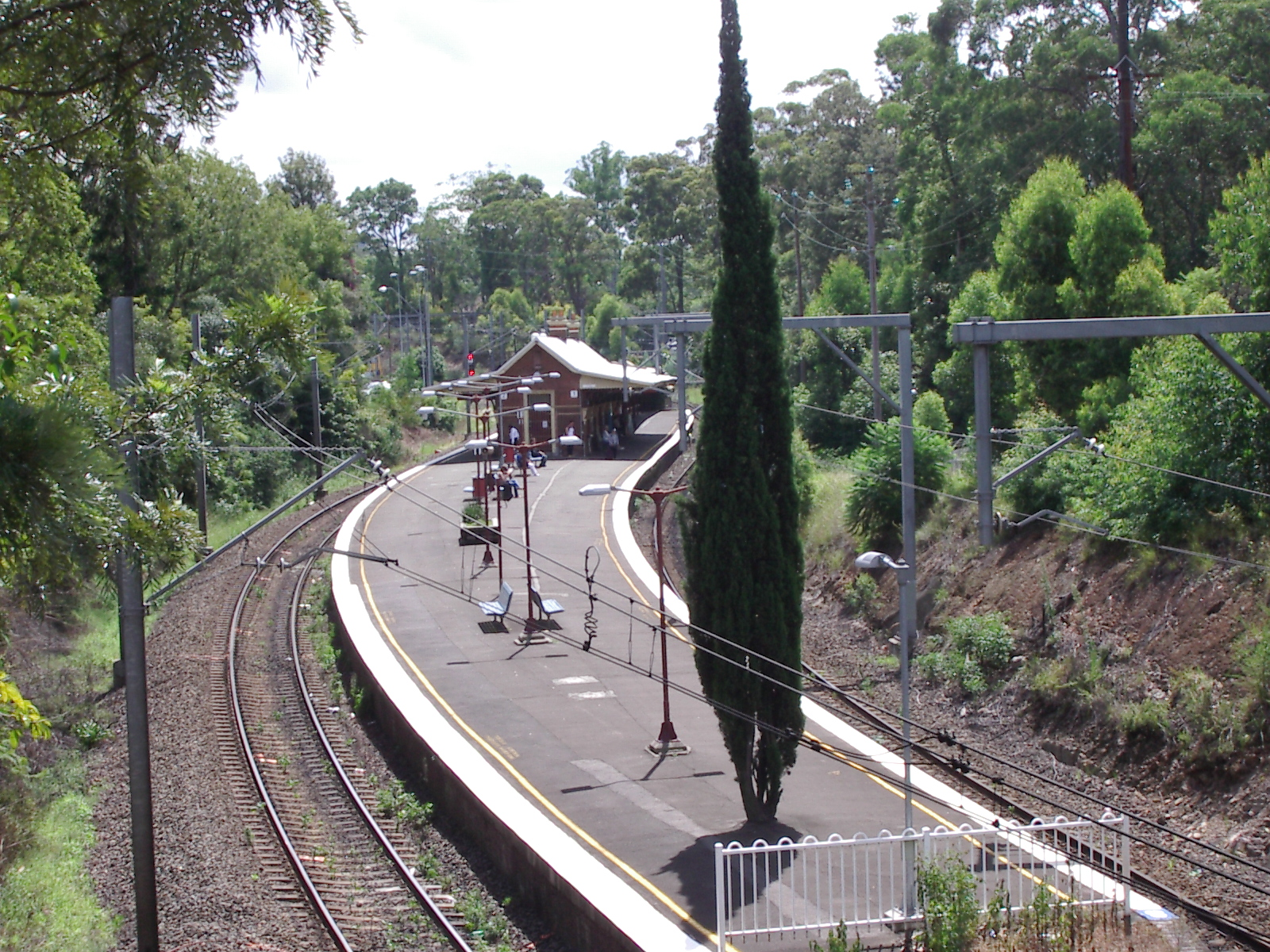
Estación ferroviaria Beecroft, en Sídney, Australia, con una plataforma central.

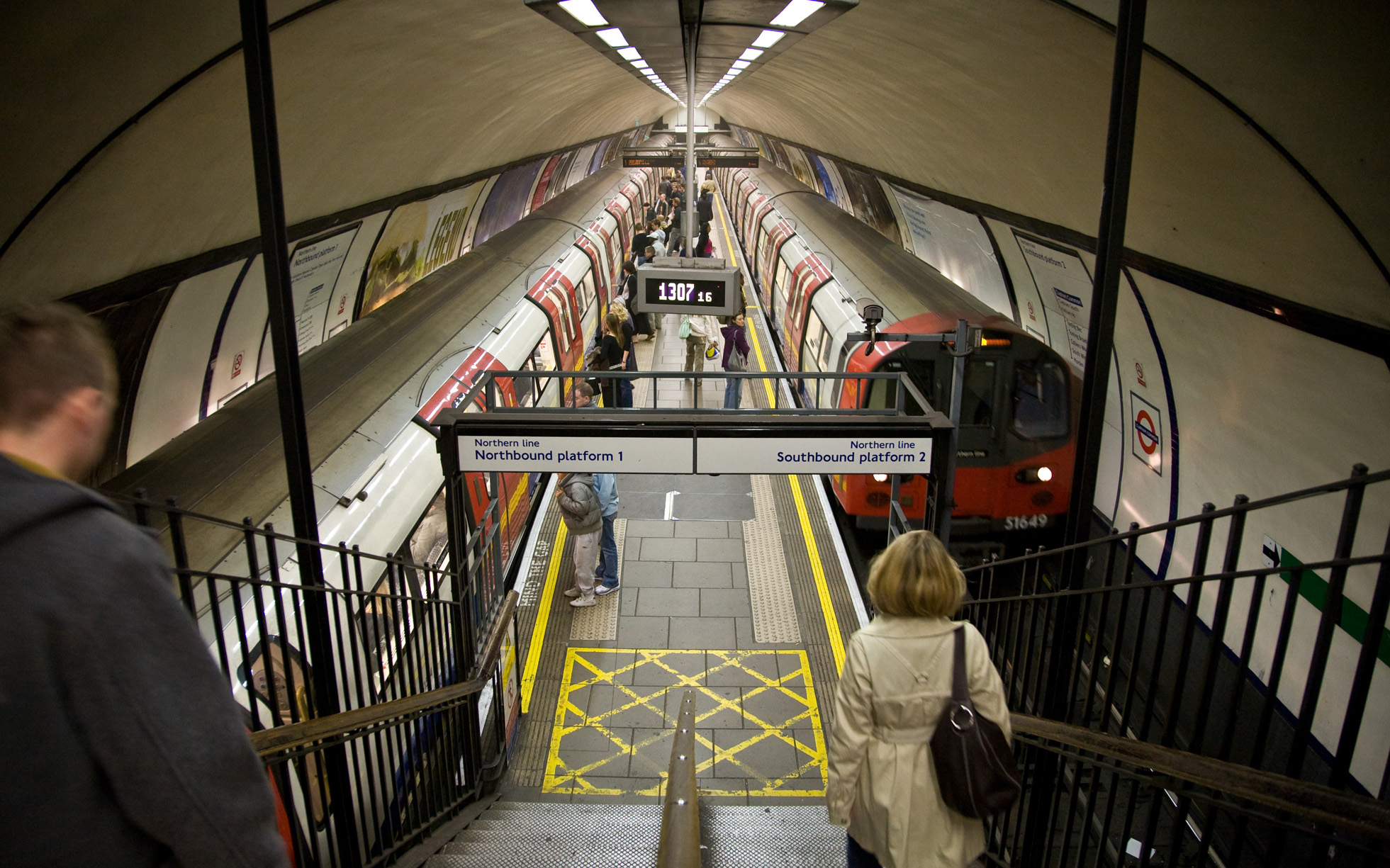
Estación Clapham Common, una plataforma central subterránea.

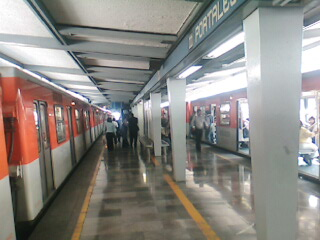
Dos NM-02 en la estación Portales de la Ciudad de México.

Una plataforma central o andén central de una estación ferroviaria es donde una sola plataforma se encuentra entre dos rieles. Por lo general, los dos rieles están en la misma línea y operan en direcciones contrarias. En alguno de los casos, una estación puede tener dos plataformas centrales en una configuración de cuatro vías expresas; en este caso cada plataforma puede servir a los trenes en una dirección, con trenes expresos y locales sirviendo que paran en los lados laterales en una sola plataforma.

## Ventajas y compensaciones
Por lo general, las plataformas centrales son construidas a un costo más barato y requieren de menos espacio que las plataformas laterales, con plataformas a los lados divididas por unos rieles. Sin embargo, las plataformas centrales se llenan mucho, especialmente en las estaciones con mucho tráfico, por lo que puede haber problemas en cuanto a la seguridad, como en las estaciones Clapham Common (véase imagen) y Ángel (ahora reconstruida) del Subterráneo de Londres.
Las plataformas centrales son populares en las redes de ferrocarriles modernos por muchas razones. Además de su bajo costo, en las plataformas centrales se pueden construir instalaciones como escaleras eléctricas, elevadores, tiendas, baños y salas de esperas que pueden ser compartidas por ambas vías. 